# 무두붉나무
무두붉나무(학명: Rhus coriaria 루스 코리아리아[*])는 옻나무과의 나무이다.

## 분포
아시아, 유럽, 아프리카에 분포한다. 중앙아시아(타지키스탄, 투르크메니스탄), 서남아시아(레바논, 시리아, 아프가니스탄, 이라크, 이란, 터키), 캅카스(아제르바이잔, 조지아), 동남유럽(그리스, 몬테네그로, 마케도니아 공화국, 보스니아 헤르체고비나, 불가리아, 세르비아, 슬로베니아, 알바니아, 코소보, 크로아티아, 키프로스), 동유럽(러시아, 우크라이나), 서유럽(프랑스), 남유럽(몰타, 스페인, 이탈리아, 포르투갈), 북아프리카(알제리, 이집트, 카나리아 제도)가 원산지이다.

## 쓰임
신맛 나는 열매를 말린 것을 중동에서 향신료로 쓴다.
타닌산을 함유하는 잎과 나무껍질은 무두질에 쓰인다.

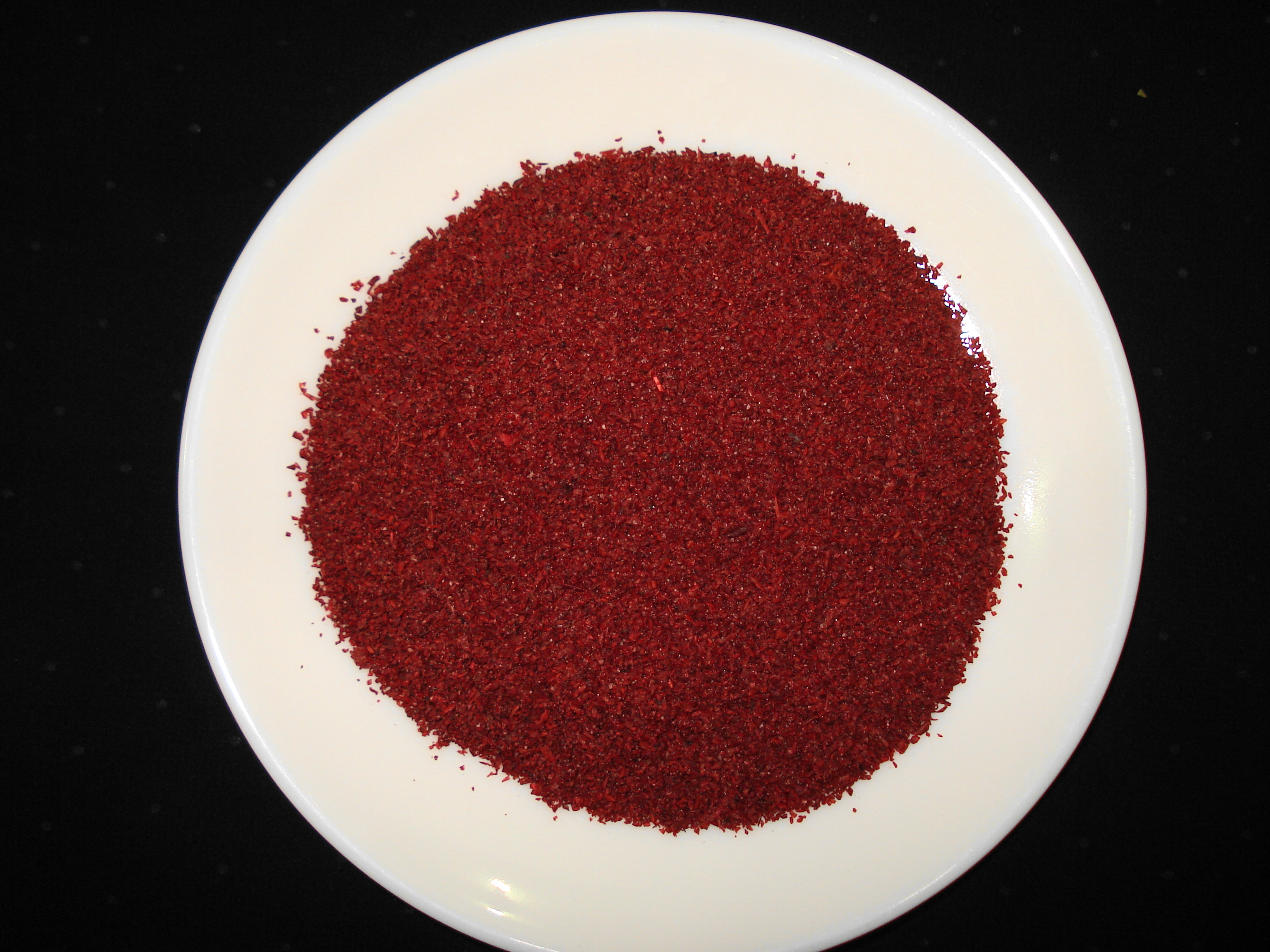
숨마끄가루